# Liber monstrorum de diversis generibus
Il Liber monstrorum de diversis generibus (anche noto come Liber Monstrorum) è un repertorio mitografico adespoto, un catalogo ragionato di ciò che vi è in natura di portentoso, mosso dalla volontà critica di chiarire quanto le definizioni sui mostri siano vere o confutabili. Scritto probabilmente a metà dell’VIII secolo d. C. in ambiente anglosassone, potenzialmente vicino alla temperie culturale di Aldelmo di Malmesbury (abate che morì nel 709), è tràdito da sei manoscritti (IX-X secolo) in minuscola carolina. Il libro è diviso in tre parti, proprio come la Chimera di cui parla: quasi umani (dalle razze ai casi singoli), animali e serpenti, tutti esseri provenienti dai quattro angoli del mondo, l’Oceano, il lontano Nord, i deserti Africani e lo sterminato Est.

## Evoluzione della percezione delportentum

### Età greco-romana
Nell'antichità quando un bambino nasceva con anomalie si pensava ad un presagio divino di eventi calamitosi, ma già Ippocrate si discostava da questa credenza, legando la diversità ad un trauma ricevuto dal bambino nel ventre materno. Aristotele indagava i caratteri eziologici di tali patologie: dopo aver spiegato come si formasse il feto, invitava ad una ricerca razionale delle cause, asserendo che non vi fosse una sospensione delle norme naturali nel bambino anomalo. Cicerone nel De divinatione si schierò contro la pratica aruspicina su questi bambini, asserendo che tali fenomeni avessero un’origine naturale e non miracolosa; per l’arpinate sarebbe cosa ingenua considerare ogni fatto inusitato un prodigio: “portentum ergo fit non contra naturam, sed contra quam est nota natura”.

### Cristianesimo
Agostino di Ippona, osservando la presenza di certe deformità nel mondo, rispondeva col celebre passo di Isaia (L.I. 45, 9): “Vae, qui contradicit fictori suo, testa de vasis fictilibus terrae!”
Nel De civitate Dei XXI 8, affermava che i portenti spuntassero sulla terra numerosi come piante in un bosco, secondo le infinite possibilità di Dio; riconduceva poi i termini portenta, ostenta, monstra e prodigia alle pseudo etimologie portendere, ostendere, monstrare e praedicare un evento futuro, ossia quel che farà Dio dei corpi degli uomini, senza che nessuna legge di natura si frapponga. Tali mostruosità venivano intese dall’Ipponate come signa della Sua onnipotenza: “sed qui totum inspicere non potest, tamquam deformitate partis offenditur, quoniam cui congruat et quo referatur ignorat. Pluribus quam quinis digitis in manibus et pedibus nasci homines novimus (…) sed tamen absit, ut quis ita desipiat, ut existimet in numero humanorum digitorum errasse Creatorem, quamvis nesciens cur hoc fecerit”. Ed essendo l’essere umano animale ragionevole, mortale e appartenente alla stirpe di Adamo, poiché queste bestialità sono possibili, reali e umane, allora trarrebbero anche esse un’origine adamica. E come esistono mostri singoli sono possibili anche nazioni mostruose, avvalorando così la tesi sull’onnipotenza del Signore, per quanto la scienza di allora non fosse ancora in grado di dimostrarne l’esistenza.
Isidoro di Siviglia, riprendendo le parole autorevoli di Agostino, interpretava queste mostruosità come presagi divini; nelle Etymologiae sive Origines liber XI. De homine et portentis, definisce cosa fosse il portentum: “Portenta esse Varro ait quae contra naturam nata videntur: sed non sunt contra naturam, quia divina voluntate fiunt, cum voluntas Creatoris cuiusque conditae rei natura sit (…) vult enim Deus interdum ventura significare per aliqua nascentium noxia, sicut et per somnia et per oracula”; nei canoni della “eccezionalità alla natura” di Isidoro rientravano la grandezza o la piccolezza del corpo (Tizio o i Pigmei), il gigantismo di singole membra, l'eccedenza nel numero di singole parti del corpo, la disparità della simmetria, le eteromorfie (un uomo con il capo leonino o taurino), le generazioni mostruose (una donna partoriente un vitello), le parti del corpo collocate in luoghi insoliti, le vecchiaie precoci, le commistioni di genere, con le quali il Signore poteva preannunciare eventi nefasti, secondo una concezione ancora pagana.
Tutte queste creature trovavano accoglienza in trattazioni specifiche, già adoperate da Erodoto nel V secolo a.C., ossia racconti di viaggio appartenenti alla paradossografia, o teratologia o genere dei mirabilia. Le spedizioni ai confini del mondo, l'India secondo le conquiste di Alessandro Magno, avevano stimolato la creazione di animali da serraglio variopinti e minacciosi, lontani dal viver quotidiano Occidentale. Il romanzo ellenistico accrebbe il numero delle meraviglie, come si legge nel Romanzo di Alessandro dello pseudo-Callistene. Oltre al romanzo cominciarono a circolare anche componimenti sulle spedizioni in terre inesplorate come l’Epistola Alexandri Magni ad Aristotelem magistrum suum de situ et mirabilibus Indiae, l’Epistola Adriano, L’Epistola Traiano e il De rebus in Oriente mirabilibus. Questa tradizione venne in parte riordinata dal padre del genere dei bestiari, il Physiologus, che assieme alla descrizione fisica ed etologica delle creature, ne dava anche la moralizzazione secondo le Sacre Scritture.

## Luogo, data e autore
Il testo si presenta ai lettori come adespoto e a lungo gli studiosi dell’800 e del ‘900 hanno dibattuto su dati codicologici, paleografici, filologici, storici e letterari per cercar di collocarlo all’interno di un quadro storico-sociale. L’isola anglosassone viene indicata come luogo di composizione dal momento che nel primo libro, capitolo sesto De Sirenis viene attestato il primo caso letterario di sirena nordica che, a differenza di quella classica che è per metà uccello, presenta una o due code di pesce, ispirandosi forse all’iconografia di Giona divorato dalla balena; la lingua mostra caratteri affini a quella dell’ambiente d’oltremanica e anche le fonti usate riconducono in terra Angla, soprattutto le concordanze col Beowulf. Per quanto riguarda la datazione come terminus post quem viene indicato almeno il VII secolo, dal momento che i contatti degli anglosassoni col continente risalirebbero alle missioni evangeliche in Sassonia e Frisia da parte di san Bonifacio (678-679). A quest’ultima terra apparterrebbe la leggenda del gigante Higelacus, re dei Geati, citato erroneamente da Gregorio di Tours come Chlochilacus re dei Dani, le cui ossa avrebbero trovato sepoltura presso la foce sul Reno. Questo antico re, antenato dell’eroe del poema anglosassone Beowulf, sarebbe il medesimo personaggio citato dal Liber nel primo libro, capitolo secondo De Hygelaco Getorum rege. Un ulteriore riferimento al Beowulf si troverebbe nel prologo del Liber, ove si menzionano i maria monstrorum e il destino dei mostri i cui resti vengono sparsi sulle spiagge di un mondo occupato dall’essere umano. Mari oscuri e tempestosi che il valoroso eroe anglosassone affronta in una delle sue fatiche.
Siccome le Origines di Isidoro furono una fonte dell’autore ed entrarono ben presto nelle biblioteche anglosassoni, la critica posticipò la composizione dell’opuscoletto alla seconda metà del VII secolo e infine la presenza delle dottrine di Virgilio di Salisburgo e della Cosmographia di Aethicus Ister, attribuibile forse allo stesso Virgilio di Salisburgo, avvicinarono la stesura del testo alla metà dell’VIII secolo.
Il terminus ante quem del Liber è indicato dalla datazione dei sei codici sopravvissuti, ossia IX-X secolo.
L’identità dell’autore è rimasta a lungo un mistero e per certi versi lo resta tuttora; a metà del ‘900 venne allegata l’opera del domenicano Tommaso di Cantimpré (1230-1245), il Liber de natura rerum, che indica come propria fonte un trattato di cose mirabili di Audelinus philosophus, che corrisponde all’abate e autore di enigmi Aldelmo di Malmesbury, morto nel 709; vi sono delle convergenze di forma e stile tra l’anonimo del Liber e il compositore di enigmi Aldelmo, ma in realtà si è poi dimostrato che non può essere riconosciuto come autore del Liber per diverse ragioni: Aldelmo non usa gli scritti sulla leggende di Alessandro o sulle Meraviglie d’Oriente e ricorre in maniera approfondita alle sacre scritture, cosa che il Liber monstrorum non fa; il Liber indulge in interpretazioni scorrette dei versi Virgiliani, imperdonabile per un grammatico ed esegeta come Aldelmo il quale non nutre avversità nei confronti dei filosofi, accusati nel Liber di mendacità tanto quanto i poeti. È più probabile quindi una comune temperie culturale.

### Destinatari
L'autore si rivolge ad un pubblico colto amante dei giochi letterari appartenenti al genere dei mirabilia e degli aenigmata. Ma la tradizione del fantastico non dimentica l’aspetto folklorico: le belve notturne, i mostri delle paludi, la gigantesca fanciulla marina e le ossa di Hygelacus suggeriscono una “indagine nelle campagne” da parte di chi scrive il Liber monstrorum. E viceversa il Liber potrebbe aver influito sulla fantasia popolare, divenendo materiale utile per le prediche di chierici e monaci alle masse.

### Fini pedagogici
Il mostruoso è utilizzato per ricordare l’esistenza, contrapposta alle comunità umane, di un altro demoniaco e deviante, portatore di significati negativi e strumento di richiamo al buon comportamento e alla coesione sociale; la collettività trova quindi nel confronto col mostruoso una necessità per ricavare stabilità ed equilibrio, appagando il proprio bisogno di sicurezza nell’eliminazione del diverso. Gusto per l’orrido, nonsense, e fuga dalla città sono una chiave di lettura allegorica per la realtà.

## Fonti
L'autore proveniva da una scuola monastica ove si leggevano Virgilio, Ovidio, Lucano, Servio, Agostino, Girolamo, Isidoro, le Recognitiones Clementinae, gli storici del basso impero, le opere fantastiche su Alessandro Magno e i poemi anglosassoni; l’anonimo attinge dunque sia alla matrice classica che a quella cristiana.
Per quanto riguarda finalità e obiettivi dell’autore, questi denuncia una dipendenza dal modello scientifico di Plinio il vecchio, concentrandosi sulla veridicità o mendacità di queste creature di Dio piuttosto che sulla loro moralizzazione, come invece fa il Physiologus; Plinio aveva infatti tentato un discernimento critico delle fonti, dal momento che solo alcune provenivano da testimoni oculari, mentre altre si mostravano meno affidabili. Nel VII libro della Naturalis Historia parlava dei segni dell’esuberanza di natura: Antropofagi, Ciclopi, Strigoni, Arimaspi, Androgini da un solo seno e uomini dai piedi riversi, cinocefali, monocoli, sciapodi, trogloditi, acefali, satiri e panoti. Solino prenderà a piene mani da Plinio per i Collectanea rerum memorabilium.
Il parere negativo sui poeti delinea invece una dipendenza da quella tradizione cristiana che, a partire da San Girolamo: “Ne legas philosophos, oratores, poetas, ne in eorum lectiones requiescas”, gettava discredito sui loro pareri.
Invece la strutturazione del prologo rimanda ad un modello epistolare ben preciso, quello dell’Epistola Alexandri ad Aristotelem, imitandone il prologo, le insistenze del committente e le reticenze sulla credibilità dei mostri. L’Epistola accennava ad animali da serraglio greci in parte ripresi dal Liber: ippopotami, leoni e leoni bianchi grandi come tori, orsi, pardi, tigri, scorpioni, serpenti (rossi, neri, bianchi e dorati) o crestati o grandi come una colonna, granchi dal guscio duro come pelle di coccodrillo, maiali di grandi dimensioni e pipistrelli grandi come colombe. Vi era la bestia fluviale dal capo tricornuto equino detta “dentetiranno”, ratti grandi come volpi, una bestia simile ad un ippopotamo, dal dorso crestato e dal petto da coccodrillo; una moltitudine di elefanti, uomini pelosi, cinocefali, serpenti incrostati di smeraldi, bestie dalla testa di porco, la coda da leone, due unghie e sei piedi, infine i grifoni.
Le fonti usate per singole notizie sono molteplici.
Il primo libro attinge a:
- Beowulf: riferimento al re Hygelacus;
- Commentarii ad Esaiam di Girolamo e la traduzione dei Chronici canones di Eusebio: Colosso di Roma alto centosette piedi;
- De civitate Dei XVI, 8 di Agostino di Ippona: gli uomini di entrambi i sessi, i giganti della stirpe di Caino, quelli che hanno sei dita, l’uomo duplice, i pigmei, i satiri, gli sciapodi, i cinocefali, quelli che vivono solo di respiro, quelli che hanno piante lunate, le donne che concepiscono a cinque anni, le piante invertite;
- De Rebus in Oriente mirabilibus: gli uomini barbuti, le donne barbute, i grandi uomini del Brixonte, gli epifugi, gli uomini neri, quelli i cui occhi brillano come lanterne, quelli che parlano tutte le lingue, gli uomini immensi;
- Dottrina di Virgilio di Salisburgo: gli Antipodi;
- Epistola Alexandri ad Aristotelem: gli uomini pelosi;
- Naturalis historia VII di Plinio il Vecchio: la guerra tra pigmei e gru;
- Etymologiae di Isidoro di Siviglia (XI): Tizio, pigmei, giganti, androgini, ciclopi, cinocefali, blemmi, panoti, satiri, fauni, antipodi, gorgoni, gli Etiopi, gli onocentauri;
- Recognitiones Clementinae di Rufino: dracontopodes e giganti;
- Servio: le Gorgoni, Argo;
- Virgilio: i ciclopi, Scilla e le arpie (Eneide III), il Minotauro, Erice (Eneide V), le Eumenidi, Tizio, gli Aloidi (Eneide VI), i mostri della terra Circea (Eneide VII), Caco d’Arcadia (Eneide VIII), Egeone, Tritone, Orione (Eneide X), Proteo (Georgiche), il mostro notturno (Eneide IV);
- Vita sancti Pauli primi eremitae di Girolamo: fauni e ippocentauri.

Il secondo libro attinge a:
- Chronicon di Marcellino Conte: dono ad Anastasio di duos pardulos in camelo et elephanto[9], notizia mal interpretata, dal momento che Marcellino intendeva un elefante e due camelopardalas, giraffe, che a sua volta riprendeva dalla Casina di Plauto;
- Cosmographia di Aethicus Ister, attribuita a Virgilio di Salisburgo: capitoli sulle bestiole velenose;
- De Genesi ad Litteram di Agostino di Ippona: gli onagri;
- De Rebus in Oriente mirabilibus: presenza degli elefanti sul Nilo e il Brixonte e gli onagri con le corna, le bestie dalla doppia testa, i conopeni, le grandi formiche, le fiere di ogni tipo, le celestici;
- Epistola Alexandri ad Aristotelem: Il pardus e la conquista della fortezza di Aorno, gli elefanti variopinti, le linci maculate, i pardi, gli ippopotami, le eterne bestie dell'India, il “dentetiranno”, la belva con due teste, la balena, le belve del Gange, i topi grandi come volpi, le belve dell'India che hanno doppia coda;
- Historiae adversus paganos di Paolo Orosio: elefanti usati da Pirro contro i Romani;
- Etymologiae di Isidoro di Siviglia: Cerbero, tigri, leopardi, coccodrilli;
- Poema perduto Lucaneo Orpheus: capitoli legati a fauni e pantere;
- Servio: i cavalli bipedi, i tori spiranti fuoco;
- Physiologus: autolops e leone;
- Virgilio: le linci (Eneide I), l’Idra (Eneide VI), cani cerulei (Eneide III).

Il terzo libro attinge a:
- De Rebus in Oriente mirabilibus: i serpenti dell’Assiria, i serpenti coi quali nasce il pepe bianco;
- Epistola Alexandri ad Aristotelem: i serpenti stari, i serpenti che hanno due teste crestate, i serpenti della valle Jordia;
- Nonio Marcello, Servio e Prisciano: colubra;
- Etymologiae di Isidoro di Siviglia (XI): Idra, salamandra, ceraste;
- Physiologus: vipera;
- Virgilio: il serpente di Anchise (Eneide V), i serpenti gemelli della distruzione di Troia (Eneide II), i serpenti strozzati da Ercole e i serpenti di Cleopatra (Eneide VIII).

## Stile
Delle sue fonti l’autore realizza un centone, risentendone nello stile e nella lingua. Tuttavia nei prologhi si distingue per la ricercatezza, la riduzione dei passi citati, la topica epitetica della lingua poetica, le coloriture barocche, gli iperbati, le clausole esametriche e gli esametri interni, fino alle frequenti allitterazioni. Indulge tra serio e faceto, oscillando tra l'assoluto rigore che esula dal burlesco e una sfumatura di svago; l’autore si mostra quindi scettico e prudente, creando un libro di scienza che risente della letteratura d’evasione. D'altronde sta trattando con una materia scottante che per alcuni versi non deve essere presa troppo sul serio (per evitare di essere colti in odore di eresia, come toccò a Ratramno di Corbie per la sua Epistola de Cynocephalis, dove arrivò ad affermare che i cinocefali boreali, in quanto membri delle stirpi umane, fossero dotati di anima).

## Manoscritti
I manoscritti superstiti sono tutti datati tra il IX-X secolo:
- Città del Vaticano, Biblioteca Apostolica Vaticana, Ottob. lat. 259.
- Leiden, Bibliotheek der Universiteit, Voss. lat. 8° 60, ff. 1v-12v;
- London, British Library, Royal 15.B.XIX III, ff. 103v-105v;
- New York, Pierpont Morgan Library, M. 906;
- Sankt Gallen, Stiftsbibliothek, 237;
- Wolfenbüttel, Herzog August Bibliothek, Gud. lat. 148 (4452).

## Struttura
L'opera viene strutturata in tre libri, uno per i mostri umani, uno per le bestie e uno per i serpenti, come le parti che costituiscono la chimera di cui parla: testa umana, corpo ferino e coda da rettile; presenta inoltre tre indici, tre prologhi e due epiloghi.
| Prologo generale all’opera |                          |        |                      |                        |
| I libro: de monstris       | Prologo al primo libro   | Indice | Capitoli indicizzati | Epilogo al primo libro |
| II libro: de belvis        | Prologo al secondo libro | Indice | Capitoli indicizzati |                        |
| III libro: de serpentibus  |                          | Indice | Capitoli indicizzati | Epilogo al terzo libro |

L'asimmetria delle sezioni lascia pensare ad una destrutturazione volontaria dell’autore più che ad un guasto nella tradizione. Inoltre, secondo le parole del prologo generale: “Et de his primum eloquar quae sunt aliquo modo credenda et sequentem historiam sibi unus quisque discernat”; il materiale sarebbe stato disposto in modo che ciò che è più credibile preceda ciò che lo è di meno, come la Sirena possiede una parte superiore umana e una inferiore bestiale (il credibile e l'incredibile).

### Prologo all'opera
“De occulto orbis terrarum situ interrogasti, et si tanta monstrorum essent genera credenda”. L’autore si rivolge ad un tu ipotetico e risponde alla richiesta del discepolo interessato alla triplice natura delle creature fantastiche. Definisce la sua una ardua impresa, “Ponto namque tenebroso hoc opus aequipero”, in cui non sia facile tracciare una sicura rotta al porto, a mostrare se siano veraci e fallaci le notizie veicolate dal “rumorosus sermo” Di poeti e filosofi del passato, autori di creazioni prevalentemente “mitologiche”, ossia pagane, che sono preferibilmente da ignorare. “Quaedam tantum in ipsis mirabilibus vera esse creduntur”: di quanto chiacchierato su queste meraviglie lontane se ne salverebbe soltanto una parte, mentre la maggiore, indossate le ali per volare laggiù dove vivono, si mostrerebbe in tutta la sua falsità; “ut ubi nunc urbs aurea et gemmis aspersa litora dicuntur, ibi lapideam aut nullam urbem et scopulosa litora cerneret”. Dichiara di seguire quanto più di credibile nella sua trattazione, poiché non tutto è menzogna o sogno poetico, pur mancando un criterio generale per accertarne l’autenticità o meno; perciò si dovrà decidere di volta in volta, partendo da quelli che sono maggiormente credibili, procedimento spiegato attraverso la similitudine con la Sirena: “ut sit capite rationabili quod tantae diversorum generum hispidae squamosaeque secuntur fabulae”.

### Primo libro
De monstris: la lista dei quasi umani ospita sia figure che sono di poco dissimili dall’essere umano che creature definite come ormai inesistenti, “eradicata funditus”. Vi sono diverse mostruosità della mitologia classica come Ercole, Scilla, Proteo, Caco d’Arcadia e le Gorgoni, oltre a creature come uomini bisessuati, pigmei, satiri, sciapodi e cinocefali presentati da Agostino e Isidoro. La probabile descrizione antropomorfica delle cicogne, nel capitolo dedicato ai grandi uomini del Brixonte, proviene dalla fonte anglosassone De Rebus in Oriente mirabilibus, così come il racconto su Hygelacus fa riferimento al poema Beowulf.

#### Prologo
Per prima cosa è intenzionato a parlare di quegli esseri che dall’umanità si allontanano di poco, per poi trattare di quanti vengano nutriti dalla terra o che lo furono in altri tempi. Parla con pietà dei mostri, descritti come derelitti spiaggiati in un mondo ormai occupato dall'uomo.

#### Elenco dei capitoli
| 1. De utriusque sexus homine                 | l’uomo di entrambi i sessi                |
| 2. De Hygelaco Getorum rege                  | il re dei Geti Hygelac                    |
| 3. De Colosso cuius imago est Romae          | il Colosso                                |
| 4. De his qui habent VI digitos              | quelli che hanno sei dita                 |
| 5. De Faunis                                 | i fauni                                   |
| 6. De Sirenis                                | Le sirene                                 |
| 7. De Hippocentauris                         | Gli ippocentuari                          |
| 8. De Homine duplici                         | L’uomo duplice                            |
| 9. De Aethiopibus                            | Gli Etiopi                                |
| 10. De Onocentauris                          | Gli onocentauri                           |
| 11. De Cyclopibus                            | I ciclopi                                 |
| 12. De Hercule                               | Ercole                                    |
| 13. De ingenti puella                        | La fanciulla smisurata                    |
| 14. De Scylla                                | Scilla                                    |
| 15. De hominibus setosis                     | Gli uomini pelosi                         |
| 16. De Cynocephalis                          | I cinocefali                              |
| 17. De Sciapodis                             | Gli sciapodi                              |
| 18. De barbosis hominibus                    | Gli uomini barbuti                        |
| 19. De commixto genere sexus                 | Una specie mista nel sesso                |
| 20. De magnis hominibus Brixontis            | I grandi uomini del Brixonte              |
| 21. De his qui tantum halitu vivunt          | Quelli che vivono di respiro              |
| 22. De barbosis mulieribus                   | Le donne barbute                          |
| 23. De Pygmaeis                              | I pigmei                                  |
| 24. De Epifugis                              | Gli epifugi                               |
| 25. De his qui lunatas habent plantas        | Quelli che hanno piante lunate            |
| 26. De his qui crudam carnem manducant       | Quelli che mangiano carne cruda           |
| 27. De foeminis quae quinquennes concipiunt  | Le donne che concepiscono a cinque anni   |
| 28. De monstruosis mulieribus                | Le donne mostruose                        |
| 29. De plantis retrocurvatis                 | Le piante invertite                       |
| 30. De nigris hominibus                      | Gli uomini neri                           |
| 31. De Caco Arcadiae                         | Caco d’Arcadia                            |
| 32. De quodam inmani monstro                 | Un mostro immane                          |
| 33. De his qui manducant homines             | Quelli che divorano gli uomini            |
| 34. De his qui tria capita habent            | Quelli che hanno tre teste                |
| 35. De Protheo                               | Proteo                                    |
| 36. De his quorum oculi velut lucerna lucent | Quelli i cui occhi brillano come lanterne |
| 37. De Mida                                  | Mida                                      |
| 38. De Gorgonibus                            | Le Gorgoni                                |
| 39. De Argo                                  | Argo                                      |
| 40. De his qui omnibus linguis loquuntur     | Quelli che parlano tutte le lingue        |
| 41. De monstris in Circia terra              | I mostri della terra Circea               |
| 42. De monstro nocturno                      | il mostro notturno                        |
| 43. De inmensis hominibus                    | Gli uomini immensi                        |
| 44. De Harpyiis                              | Le arpie                                  |
| 45. De Eumenidibus                           | Le Eumenidi                               |
| 46. De Satyris et Incubonibus                | I satiri e gli incubi                     |
| 47. De Tityo                                 | Tizio                                     |
| 48. De Aegaeone                              | Egeone                                    |
| 49. De Dracontopedibus                       | I dracontòpodi                            |
| 50. De Minotauro                             | Il Minotauro                              |
| 51. De Eryce                                 | Erice                                     |
| 52. De Tritone                               | Tritone                                   |
| 53. De Antipodis                             | Gli antipodi                              |
| 54. De Gigantibus                            | I giganti                                 |
| 55. De Alloidis                              | Gli Aloidi                                |
| 56. De Orione                                | Orione                                    |

#### Epilogo
“Haec sunt inmania monstra de quibus me ventus tuae postulationis tundebat”. L’elenco sarebbe più lungo, ma l’autore decide di tralasciare mostri come gli uomini degli Inferi, e Chirone e Niobe, Dedalo e Trittolemo, Atlante e Ceo, Giapeto e Tifeo e tutti i restanti.

### Secondo libro
De belvis: quando l’autore parla del parere dei physici, i naturalisti, sta chiamando in causa un testo autorevole come il Physiologus, opera che per tutto il Medioevo fu la base incontestata della scienza zoologica allegorizzante. Perciò gli insegnamenti dei naturalisti offrono notizie veritiere sull’esistenza del leone e dell’autolope, contrapposto a quanto raccontato dai poeti e dai filosofi. Si attinge poi a fonti di tematica esotica come il De Rebus in Oriente mirabilibus (gli elefanti sul Nilo e il Brixonte, gli onagri con le corna, le bestie dalla doppia testa, i conopeni, le grandi formiche, le fiere di ogni tipo, le celestici) e l’Epistola Alexandri ad Aristotelem (Il pardus, gli elefanti variopinti, le linci maculate, gli ippopotami, le eterne bestie dell’India, il “dentetiranno”, la belva con due teste, la balena, le belve del Gange, i topi grandi come volpi, le belve dell’India che hanno doppia coda).

#### Prologo
“Belva nuncupari potest quicquid in terris aut in gurgite in horrendi corporis ignota et metuenda reperitur forma”, che pari ad alte montagne squassano le ondate più gigantesche e sommuovono coi torsi le distese d’acqua quasi sradicate dal profondo, per spingersi poi verso la foce tranquilla dei fiumi. “De quibus iam tibi nihil scribendum putavi, quia et innumerabilia sunt et eorum cognito longe ab humano genere”. Per evitare che la “lucerna verbi postulantis” affondi nelle sabbie mobili del disinteresse, parlerà di quelle creature dalla spaventose parvenze animalesche, che un tempo popolavano fiumi, laghi, paludi e i più segreti e spopolati recessi della terra.

#### Elenco dei capitoli
| 1.De leone                                       | Il leone                                  |
| 2. De elephantis                                 | Gli elefanti                              |
| 3. De onagris                                    | Gli onagri                                |
| 4. De tigribus                                   | Le tigri                                  |
| 5. De lyncibus                                   | Le linci                                  |
| 6. De pardis                                     | I pardi                                   |
| 7. De pantheris                                  | Le pantere                                |
| 8. De belve Lernae                               | La belva di Lerna                         |
| 9. De hippotamis                                 | Gli ippopotami                            |
| 10. De bestiis quae habent bina capita           | Le belve dalla doppia testa               |
| 11. De Chimaera                                  | La Chimera                                |
| 12. De Aeternis Indiae belvis                    | Le eterne bestie dell’India               |
| 13. De conopenis                                 | I conopeni                                |
| 14. De Cerbero                                   | Cerbero                                   |
| 15. De formicis magnis                           | Le grandi formiche                        |
| 16. De dente tyranno belve Indiae                | Il dente tiranno, belva dell’India        |
| 17. De hippotamis                                | Gli ippopotami                            |
| 18. De leopardis                                 | I leopardi                                |
| 19. De caeruleis canibus                         | I cani cerulei                            |
| 20. De nocturnis prodigiis                       | I prodigi notturni                        |
| 21. De belvis Nili fluminis                      | Le belve del fiume Nilo                   |
| 22. De belva quae habuit bina capita             | La belva con due teste                    |
| 23. De bestia venenosa                           | La bestia velenosa                        |
| 24. De autolope                                  | L’autòlope                                |
| 25. De corcodrillis                              | I coccodrilli                             |
| 26. De ballaena                                  | La balena                                 |
| 27. De belvis quae sunt in Gange                 | Le belve del Gange                        |
| 28. De bipedibus equis                           | I cavalli bipedi                          |
| 29. De muribus vulpium statura                   | I topi grandi come volpi                  |
| 30. De omni genere bestiarum                     | Bestie di ogni genere                     |
| 31. De caelesticibus                             | Le celestici                              |
| 32. De belvis Tyrrheni maris                     | Le belve del mar Tirreno                  |
| 33. De tauris ignem flantibus                    | I tori spiranti fuoco                     |
| 34. De belvis Indiae quae duplices habent caudas | Le belve dell’India che hanno doppia coda |
| Finiunt capitula belvarum                        | Termina l’indice delle belve              |

### Terzo libro
De serpentibus: parlando di serpenti l'autore ricorre prevalentemente ad autorità classiche; appartengono a Virgilio il serpente di Anchise, i serpenti gemelli della distruzione di Troia, i serpenti strozzati da Ercole e i serpenti di Cleopatra; a Nonio Marcello, Servio e Prisciano le notizie sui colubra; il parere cristiano di Isidoro è contemplato per l'Idra, la salamandra e le ceraste, mentre l'insegnamento incontestabile del Physiologus viene chiamato in causa un'ultima volta a proposito della vipera. L'autore conclude con gli immancabili De Rebus in Oriente mirabilibus (serpenti dell’Assiria, i serpenti coi quali nasce il pepe bianco) ed Epistola Alexandri ad Aristotelem (i serpenti stari, i serpenti che hanno due teste crestate, i serpenti della valle Jordia).

#### Elenco dei capitoli
| 1. De Lernaeo angue                                                  | Il serpente Lerneo                                              |
| 2. De seroentibus Assyriorum                                         | I serpenti dell’Assiria                                         |
| 3. De Hydra                                                          | L’Idra                                                          |
| 4. De serpentibus staribus                                           | I serpenti stari                                                |
| 5. De angue mirae magnitudinis                                       | Il serpente di grandezza stupefacente                           |
| 6. De serpentibus cum quibus nascitur piper album                    | I serpenti coi quali nasce il pepe bianco                       |
| 7. De serpentibus qui habent bina cristata capita                    | I serpenti che hanno due teste crestate                         |
| 8. De serpente in Sicilia                                            | il serpente della Sicilia                                       |
| 9. De serpente cuius corium CXX pedes longitudinis habere perhibetur | Il serpente la cui pelle misurava centoventi piedi di lunghezza |
| 10. De geminibus serpentibus in Troiae excidio                       | I serpenti gemelli nella distruzione di Troia                   |
| 11. De serpentibus in valle Iordia                                   | I serpenti della valle Jordia                                   |
| 12. De serpente setoso                                               | Il serpente peloso                                              |
| 13. De atra Styge                                                    | L’oscura Stige                                                  |
| 14. De salamandra                                                    | La salamandra                                                   |
| 15. De cerastis                                                      | Le ceraste                                                      |
| 16. De chelydris                                                     | I chelidri                                                      |
| 17. De colubro                                                       | Il colubro                                                      |
| 18. De vipera                                                        | La vipera                                                       |
| 19. De serpentibus atrocissimi generis                               | I serpenti di genere atrocissimo                                |
| 20. De anguibus ab Hercule elisis                                    | I serpenti strozzati da Ercole                                  |
| 21. De hydris                                                        | Gli idri                                                        |
| 22. De aspide                                                        | L’aspide                                                        |
| 23. De anguibus Cleopatrae                                           | I serpenti di Cleopatra                                         |
| 24. De serpentibus apud Inferos                                      | I serpenti degli Inferi                                         |
| Finiunt capitula serpentium                                          | Terminano i capitoli dei serpenti                               |

#### Epilogo
Tra i serpenti descritti ne esistono di autentici ed altri “omni veritate carentia”; ci sono serpenti sui quali non si registra nulla di singolare e degno di ammirazione, quali dipsadi, reguli, emorroi, spelagi e natrici.

## Edizioni
- Liber monstrorum de diversis generibus, cur. C. Bologna, Milano, Bompiani 1977.
- Liber monstrorum (secolo IX), Introduzione, edizione critica, traduzione, note e commento, cur. F. Porsia, Napoli, Liguori Editore, 2012.
- Liber monstrorum, cur. F. Porsia, Bari, Dedalo 1976.